# Hình phạt

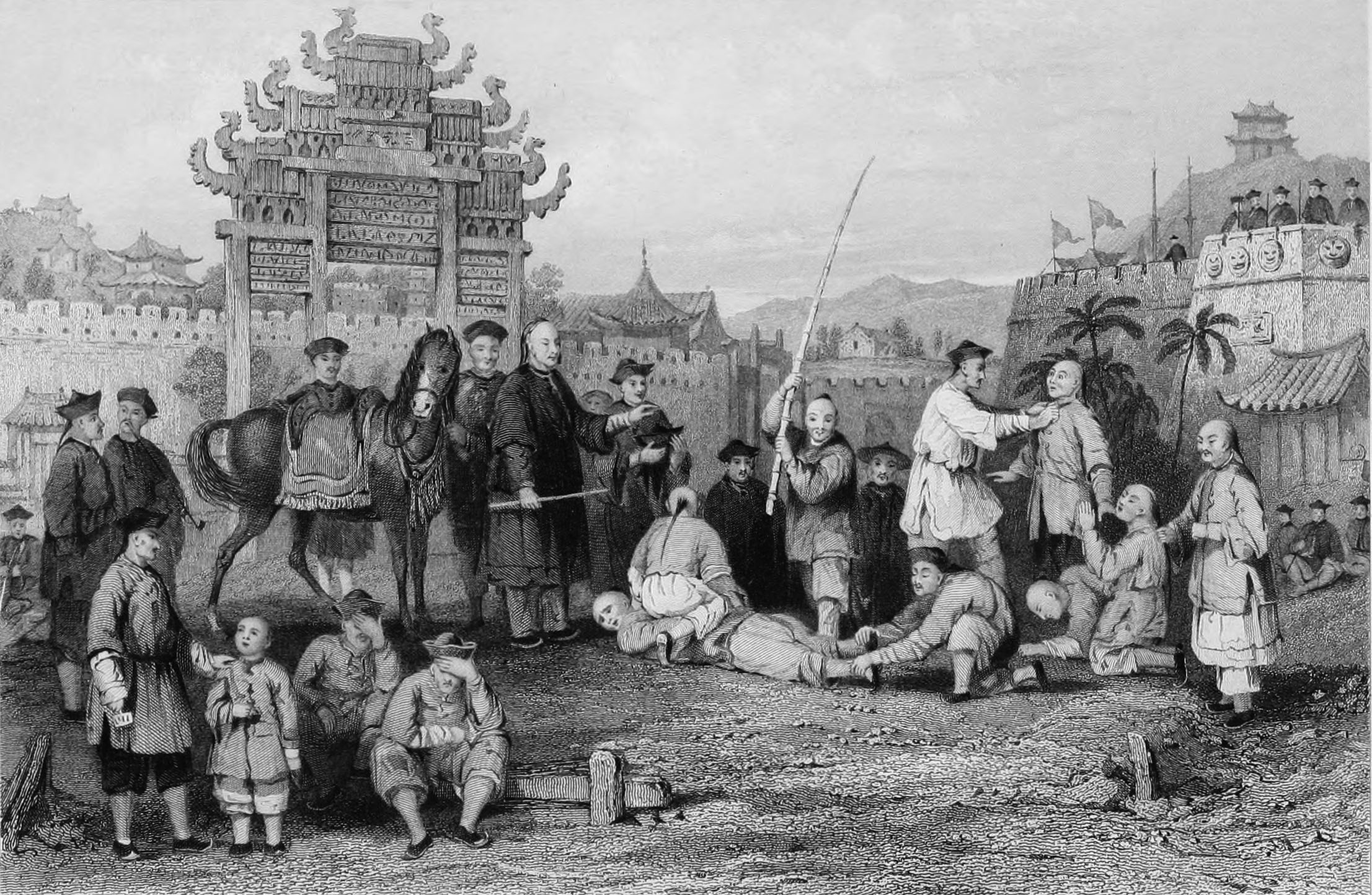
Hình phạt

Hình phạt là biện pháp cưỡng chế nghiêm khắc nhất của Nhà nước nhằm tước bỏ hoặc hạn chế quyền, lợi ích của người phạm tội.
Hình phạt được quy định trong Bộ luật hình sự và do Toà án quyết định. (Điều 26 BLHS)
Trong Bộ luật Hình sự Việt Nam có hệ thống hình phạt, được sắp xếp theo trật tự nhất định tùy thuộc vào tính chất, mức độ nghiêm khắc của mỗi loại hình phạt. Hình phạt được phân loại thành 2 nhóm: Hình phạt chính và hình phạt bổ sung.

## Hình phạt chính
Hình phạt chính là hình phạt bắt buộc áp dụng đối với người phạm tội và được Tòa án tuyên độc lập đối với mỗi tội phạm cụ thể. Hình phạt chính bao gồm: cảnh cáo; phạt tiền; cải tạo không giam giữ; trục xuất; tù có thời hạn; tù chung thân; tử hình.

### Cảnh cáo
Cảnh cáo (Điều 29 Bộ luật Hình sự) là hình phạt khiển trách công khai của Nhà nước do Tòa án tuyên đối với người bị kết án. Cảnh cáo là hình phạt nhẹ nhất, người bị kết án cảnh cáo không bị mất đi quyền lợi thiết thân, tuy nhiên họ chịu sự tổn thất về tinh thần. Cảnh cáo được áp dụng đối với người phạm tội ít nghiêm trọng và có nhiều tình tiết giảm nhẹ, nhưng chưa đến mức miễn hình phạt;

### Phạt tiền
Phạt tiền (Điều 30 Bộ luật Hình sự) là hình phạt có tính chất kinh tế, nhằm vào tài sản của người phạm tội, buộc người phạm tội phải nộp một khoản tiền để sung quỹ nhà nước. Hình phạt tiền áp dụng với những tội ít nghiêm trọng, được áp dụng là hình phạt chính khi có điều luật quy định. Ngoài ra phạt tiền được áp dụng là hình phạt bổ sung khi không áp dụng là hình phạt chính.

### Cải tạo không giam giữ
Cải tạo không giam giữ (Điều 31 Bộ luật Hình sự) là hình phạt được áp dụng đối với người phạm tội ít nghiêm trọng, hoặc phạm tội nghiêm trọng do Bộ luật Hình sự quy định, xét thấy không cần thiết phải cách ly khỏi xã hội mà giao họ cho cơ quan, tổ chức nơi người đó làm việc hoặc chính quyền địa phương nơi người đó thường trú để giám sát, giáo dục. Cải tạo không giam giữ chỉ được áp dụng khi có đủ các điều kiện sau đây:
- Người bị kết án về tội ít nghiêm trọng hoặc tội nghiêm trọng, phạm tội lần đầu, đã hối cải.
- Người bị kết án phải có nơi làm việc ổn định hoặc nơi thường trú rõ ràng mà xét thấy không cần thiết phải cách ly họ khỏi xã hội.
- Người bị kết án cải tạo không giam giữ phải nghiêm chỉnh chấp hành chủ trương chính sách pháp luật của Nhà nước; phải tích cực tham gia lao động, học tập, sinh hoạt tập thể, không vi phạm kỷ luật; 3 tháng một lần kiểm điểm việc cải tạo của mình trước cơ quan giám sát, giáo dục. Nếu người bị kết án di chuyển chỗ ở hoặc nơi làm việc phải báo cáo với Tòa án, báo cáo với cơ quan tổ chức đang giám sát giáo dục biết. Người bị kết án bị khấu trừ từ 5% đến 20% thu nhập để sung quy nhà nước. Trong trường hợp đặc biệt, Tòa án có thể cho miễn khấu trừ thu nhập. Thời gian cải tạo không giam giữ là từ 6 tháng đến 3 năm.

### Trục xuất
Trục xuất (Điều 32 Bộ luật Hình sự) là buộc người nước ngoài phải rời khỏi lãnh thổ nước Cộng hòa xã hội chủ nghĩa Việt Nam.

### Tù có thời hạn
Tù có thời hạn (Điều 33 Bộ luật Hình sự) là hình phạt tước quyền tự do của người bị kết án, buộc họ phải cách ly khỏi cuộc sống xã hội trong một thời gian nhất định. Người bị kết án phải chấp hành hình phạt tại trại giam, phải tuân theo mọi chế độ sinh hoạt, lao động cải tạo của trại. Tù có thời hạn có mức tối thiểu là 6 tháng, tối đa là 20 năm.

### Tù chung thân
Tù chung thân (Điều 34 Bộ luật Hình sự) là hình phạt tù không thời hạn được áp dụng đối với người phạm tội đặc biệt nghiêm trọng nhưng chưa đến mức bị xử phạt tử hình. Theo nguyên tắc chung người bị kết án tù chung thân phải ở trại giam cho đến khi chết, tuy vậy, nếu họ cải tạo tốt thì có thể được giảm thời hạn chấp hành hình phạt.

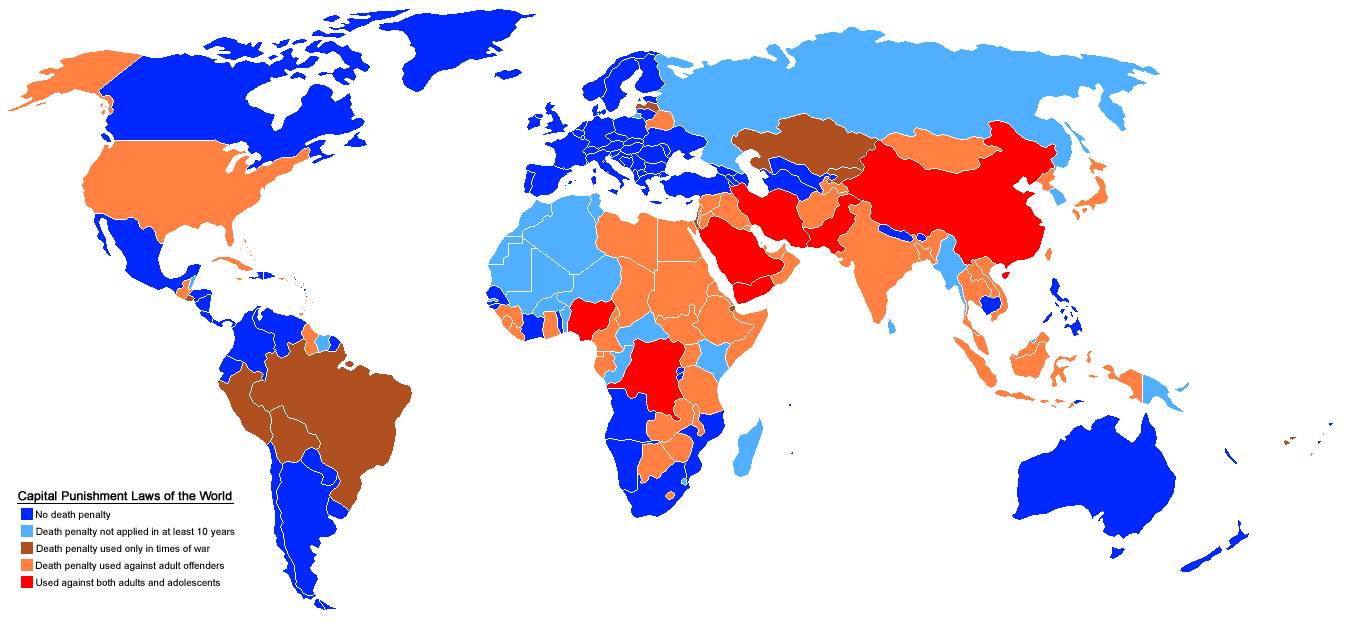
Bản đồ tử hình thế giới

### Tử hình
Tử hình (Điều 35 Bộ luật Hình sự) chỉ được áp dụng đối với người phạm tội đặc biệt nghiêm trọng mà xét thây không còn khả năng giáo dục họ trở thành công dân có ích cho xã hội. Không áp dụng hình phạt tử hình với người chưa thành niên phạm tội,người đủ 75 tuổi trở lên,đối với phụ nữ có thai hoặc nuôi con dưới 36 tháng tuổi khi phạm tội hoặc khi xét xử. Trường hợp này tử hình chuyển xuống tù chung thân.

## Hình phạt bổ sung
Hình phạt bổ sung là hình phạt có tính chất hỗ trợ cho hình phạt chính, hình phạt bổ sung không được áp dụng độc lập mà chỉ được áp dụng kèm theo hình phạt chính. Nếu như đối với mỗi tội phạm chỉ được áp dụng một hình phạt chính đối với hình phạt bổ sung có thể được áp dụng một hoặc nhiều chứ không chỉ có một. Khoản 2 Điều 28 Bộ luật Hình sự quy định bảy loại hình phạt bổ sung: cấm đảm nhiệm chức vụ, cấm hành nghề hoặc làm công việc nhất định; cấm cư trú; quản chế, tước một số quyền công dân; tịch thu tài sản; phạt tiền, khi không áp dụng hình phạt chính; trục xuất, khi không áp dụng là hình phạt chính

### Cấm đảm nhiệm chức vụ, cấm hành nghề hoặc làm công việc nhất định
Cấm đảm nhiệm chức vụ, cấm hành nghề hoặc làm công việc nhất định được quy định tại Điều 36 Bộ luật hình sự là không cho người bị kết án giữ chức vụ nhất định trong cơ quan nhà nước, tổ chức xã hội, không cho họ làm công việc nhất định nếu việc ấy bị họ lợi dụng để tiếp tục phạm tội thời hạn từ 1 năm đến 5 năm.

### Cấm cư trú
Cấm cư trú (Điều 37 Bộ luật Hình sự) là buộc người bị kết án sau khi chấp hành hình phạt tù không được tạm trú và thường trú ở một địa phương nhất định,thời hạn từ 1 năm đến 5 năm.

### Quản chế
Quản chế (Điều 38) được áp dụng đối với người bị kết án sau khi đã chấp hành hình phạt tù phải cư trú, làm ăn sinh sống và cải tạo ở một địa phương nhất định có sự kiểm soát và giáo dục của chính quyền và nhân dân địa phương, thời hạn từ 1 năm đến 5 năm kể từ ngày chấp hành xong hình phạt tù. Trong thời gian quản chế, người bị kết án bị tước một số quyền công dân, không được ra khỏi nơi cư trú, bị cấm hành nghề hoặc làm công việc nhất định

### Tước một số quyền công dân
Tước một số quyền công dân (Điều 39) áp dụng đối với người bị kết án về tội xâm phạm an ninh quốc gia hoặc tội phạm khác do pháp luật quy định như quyền ứng cử, bầu cử, quyền làm việc trong cơ quan nhà nước, trong lực lượng vũ trang, thời hạn từ 1 năm đến 5 năm.

### Tịch thu tài sản
Tịch thu tài sản (Điều 40) là tước một phần hoặc toàn bộ tài sản thuộc sở hữu của người bị kết án sung quỹ nhà nước. 